# Багджилар
Багджилар (тур. Bağcılar) — приміський район робітничого класу у Стамбулі, Туреччина, на фракійському березі Босфора, обмежений двома основними кільцевими дорогами, TEM і D100.
Bağcılar турецькою означає «виноградники».

## Історія
В Османський період на цьому місці знаходилося село з грецьким населенням. Після греко-турецького обміну населенням із 1920-х років тут стали жити турки. Бурхлива міграція зі східної та південно-східної Анатолії призвела в 1970-х роках до масової нелегальної забудови території, зростання рівня злочинності.
В 1992 році Багджилар був виділений в окремий район із району Бакиркей. Після цього почалося знесення нелегальної забудови та розвиток району.
В 2001 році було відкрито Багджиларський олімпійський спорткомплекс.
У Багджиларі також знаходиться велика промисловість, зокрема підприємства легкої промисловості, текстиль, поліграфія (у Багджиларі знаходиться більшість офісів найбільших турецьких газет і телеканалів), величезний оптовий ринок сухих товарів, великий ринок вживаних автомобілів і багато інших автотранспортних компаній, зокрема вздовж дороги Гунеслі від автомагістралі TEM до аеропорту Стамбул.
На 2020-і Багджилар є районом Стамбула із найвищою щільністю населення.